# Мбаппе, Килиан
Килиа́н Мбаппе́ Лотте́н (фр. Kylian Mbappé Lottin; французское произношение: [kiljan (ɛ)mbape lɔtɛ̃]; род. 20 декабря 1998[…], Париж) — французский футболист, нападающий клуба «Реал Мадрид» и капитан сборной Франции. Считается одним из лучших игроков мира. Чемпион мира и лучший молодой игрок чемпионата мира 2018 года. На чемпионате мира 2022 года стал лучшим бомбардиром (8 голов).
Начал заниматься футболом в любительском клубе «Бонди», выступавшем в низших лигах Франции. Был замечен скаутами «Монако», к которому присоединился в 2015 году и в том же году в 16 лет дебютировал в составе «монегасков». Самый молодой дебютант и автор забитого гола в истории клуба. В сезоне 2016/17 закрепился в основном составе и начал регулярно отличаться забитыми мячами, что позволило «Монако» впервые за 17 лет выиграть чемпионат Франции. Летом 2017 года был арендован «Пари Сен-Жермен» с условием обязательного выкупа за 180 миллионов евро через сезон, что сделало Мбаппе самым дорогим игроком младше 20 лет и вторым самым дорогим игроком в мире. В дебютном сезоне в парижском клубе выиграл все три внутренних соревнования — чемпионат, Кубок и Кубок лиги. В 2018 году по версии аналитической компании CIES Football Observatory признан самым дорогим игроком в мире, его трансферная стоимость была оценена в 216,5 миллиона евро. Спустя 7 лет игры в команде перешёл в испанский «Реал Мадрид», который вёл работу по подписанию игрока более двух лет .
В сборной Франции дебютировал в 2017 году. На победном чемпионате мира-2018 стал самым молодым французским игроком, забивавшим на турнире, и первым игроком младше 20 лет после Пеле, забившим в финале мундиаля. В финале чемпионата мира 2022 года Мбаппе сделал хет-трик в ворота Аргентины, но Франция уступила в серии пенальти. Стал вторым футболистом в истории после Джеффа Херста в 1966 году, которому удалось забить три мяча в финале чемпионата мира. Мбаппе стал первым игроком в истории, забившим четыре мяча в финалах чемпионатов мира. Ещё один мяч забил в 2018 году в финале против Хорватии (4:2).

## Биография
Его отец Вильфрид, выходец из Камеруна, работал тренером в футбольной школе клуба «Бонди». Мать Файза (девичья фамилия Ламари) — потомок алжирских мигрантов, была профессиональной гандболисткой. У Вильфрида есть приёмный сын, Жирес Кембо-Экоко, также ставший профессиональным футболистом.
Благодаря поддержке отца попал в одну из лучших футбольных академий страны — «Клерфонтен», откуда в своё время выпускались Тьерри Анри и Лилиан Тюрам. Отцу приходилось проезжать очень большие расстояния, чтобы сын мог тренироваться в академии.
В 13 лет у него появилась возможность перейти в «Реал Мадрид», им интересовался Зинедин Зидан, работавший с молодёжной командой клуба. Однако после разговора Мбаппе с отцом было принято решение отказаться от переезда в Испанию. Через два года 15-летний Мбаппе подписал свой первый профессиональный контракт — с «Монако». Он получил подписной бонус в 400 тысяч евро и стандартную зарплату игрока академии — 600—700 евро в месяц.

## Клубная карьера

### «Монако»

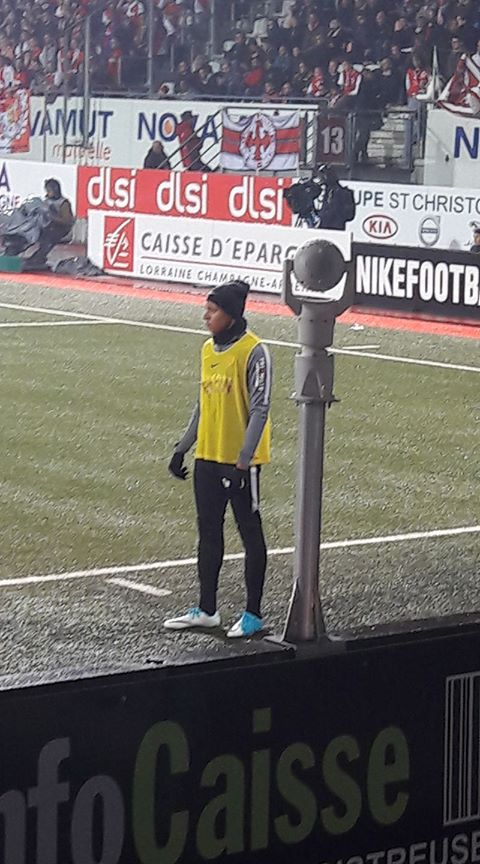
Мбаппе на разминке в составе «Монако»

#### Сезон 2015/16
В 2015 году дебютировал во взрослом футболе. Второго декабря в матче чемпионата Франции против «Кана» заменил на 88-й минуте Фабио Коэнтрао. После дебюта начал регулярно привлекаться к играм за основной состав «Монако». 10 декабря впервые сыграл в еврокубках — в матче Лиги Европы с «Тоттенхэмом» отметился голевой передачей. В своём первом сезоне отыграл 14 матчей во всех турнирах, забил один гол и отдал две голевые передачи, при этом побив сразу несколько рекордов Тьерри Анри, став самым молодым дебютантом в истории клуба и самым юным автором забитого гола. 3 марта 2016 года вице-президент клуба Вадим Васильев отправил за семьёй Мбаппе частный самолёт, на котором мать, отец и сводный брат игрока отправились из Парижа в Монако. Первоначально клуб предлагал подписной бонус в 300 тысяч евро, но семья выторговала 3 миллиона. Через три дня контракт был подписан. По новому соглашению игрок стал получать 80 тысяч евро в месяц, что составляло 960 тысяч в год.

#### Сезон 2016/17
В следующем сезоне вошёл в стартовую обойму команды Жардима, отыграв за сезон в 44 играх во всех турнирах и забив 26 мячей. Вместе с «Монако» впервые выиграл титул чемпиона страны, а «монегаскам» удалось прервать гегемонию ПСЖ на внутренней арене.
В розыгрыше Лиги чемпионов «Монако» смогло выйти из ровной, но достаточно сложной группы, опередив «Байер», «Тоттенхэм» и ЦСКА. В матчах 1/8 финала против «Манчестер Сити» выдал настолько яркую и выразительную игру, что привлёк к себе широкое внимание со стороны мировой спортивной прессы. Первая встреча в Манчестере завершилась поражением французской команды со счётом 3:5. В ответном матче «монегаски» смогли победить 3:1 и пройти в следующую стадию.
На следующей стадии турнира «Монако» обыграло дортмундскую «Боруссию». Мбаппе смог обеспечить команде путёвку в полуфинал, забив в выездном матче два гола и отличившись в домашнем поединке. В полуфинальной встрече «Монако» уступило «Ювентусу» по сумме двух матчей (1:4), но Мбаппе смог забить Буффону и прервать сухую серию вратаря, которая составила 600 минут. Всего забил шесть мячей в плей-офф Лиги чемпионов и вошёл в список лучших бомбардиров турнира. По итогам сезона 2016/17 был признан лучшим молодым французским футболистом Лиги 1. Сам игрок сказал об этом:
В этом сезоне я стал открытием, в следующем хочу подтвердить этот уровень. Кто-то считает, что я опережаю свой возраст по развитию. Но на самом деле я обычный 18-летний ребёнок. На тренировки меня до сих пор возит мама или клубный водитель.
После столь удачного сезона ведущие европейские клубы рассматривали возможность приобретения Мбаппе. Мадридский «Реал», «Барселона», лондонский «Арсенал» и французский «Пари Сен-Жермен» были главными претендентами на игрока. Мбаппе вновь посоветовался со своим отцом и решил, что уезжать из Франции ему ещё рано.
Летом 2017 года после окончания сезона молодой футболист потребовал у «монегасков» повышения оклада в 16 раз, после чего его зарплата стала бы такой же, как у капитана команды Радамеля Фалькао — 8 млн евро в год. Клуб ответил отказом, а потом достиг договорённости о переходе Мбаппе в «Реал». По условиям трансфера «Реал» должен был заплатить «Монако» 180 млн евро, из которых 30 млн — бонусы, однако позже сумма увеличилась до 214 млн, так как «Реал» взял на себя выплату налогов с перехода в Испании. Однако Мбаппе отказался от трансфера в «Реал» в пользу «Пари Сен-Жермен». Причиной стали условия контракта, которые согласилось выполнить руководство парижского клуба. За переход в «ПСЖ» сторона футболиста получила 5 млн евро — они должны быть выплачены двумя частями за первые два сезона. Также Мбаппе требовал зарплату в размере 10 млн евро в год, однако в итоге согласился на сумму в 7 млн евро в первый сезон при условии, что заработок с каждым сезоном будет увеличиваться. Со временем оклад форварда должен вырасти до 12 млн. Некоторые просьбы футболиста «ПСЖ» удовлетворил лишь частично. Мбаппе хотел, чтобы в случае завоевания «Золотого мяча» он автоматически стал самым высокооплачиваемым игроком команды. Однако «ПСЖ» пообещал ему разовую выплату в размере 500 тыс. евро за награду. Кроме того, Мбаппе требовал 50 часов в год бесплатного использования личного самолёта, но вместо этого получил 30 тыс. евро в месяц для оплаты услуг водителя и охранника. Вдобавок Мбаппе хотел компенсацию на случай, если клуб будет исключён из Лиги чемпионов за нарушение правил финансового фэйр-плей.

### «Пари Сен-Жермен»

#### Сезон 2017/18 (аренда)

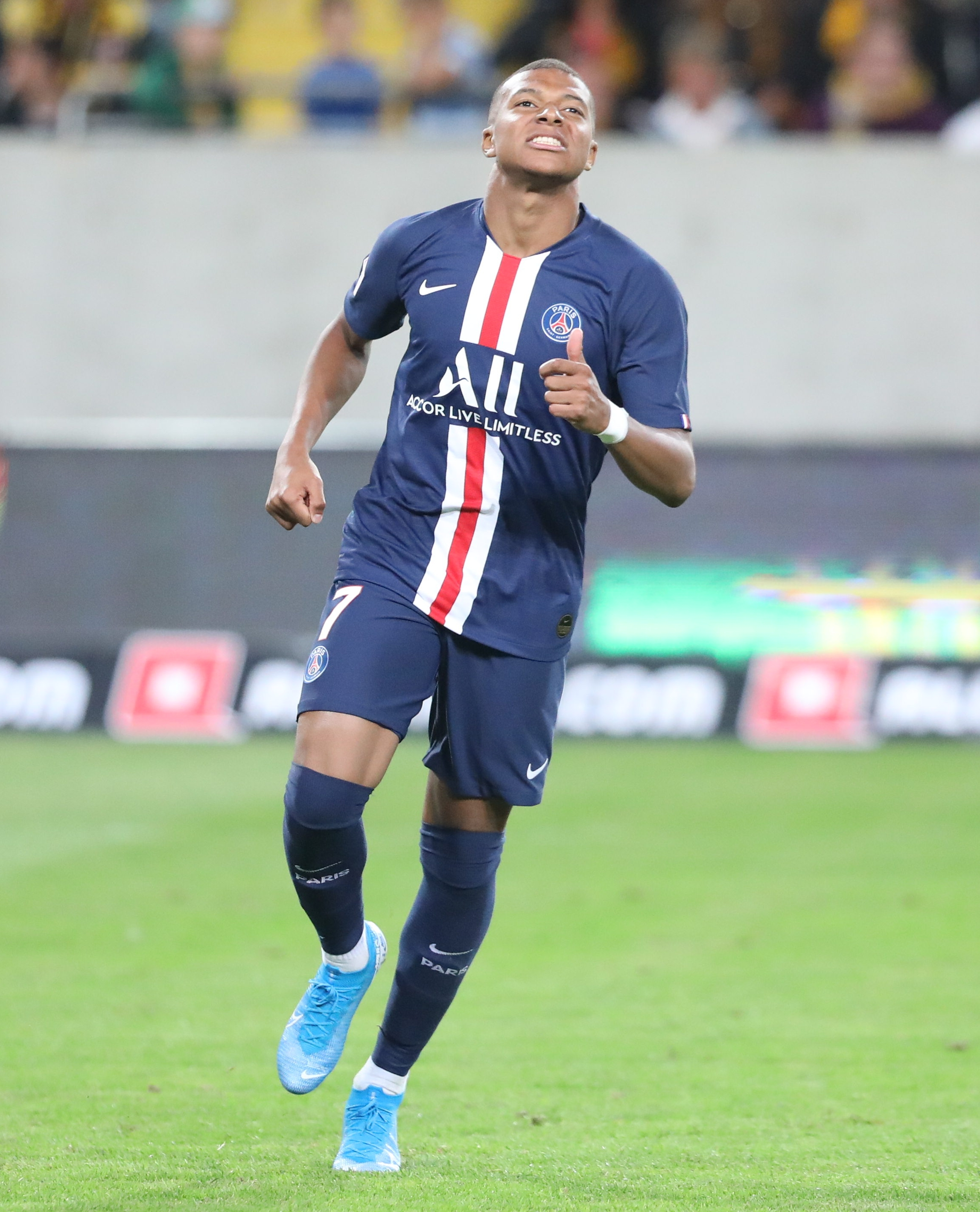
Мбаппе в составе «Пари Сен-Жермен»

31 августа 2017 года перешёл в «Пари Сен-Жермен» на правах аренды до конца сезона 2017/18. При этом парижский клуб взял на себя обязательство выкупить игрока по истечении срока аренды за 180 млн евро. Мбаппе стал вторым самым дорогим игроком в мировой истории, больше него было заплачено только за бразильского нападающего Неймара, который также перешёл в «ПСЖ» летом 2017 года. В новом клубе взял 29-й номер.
С переходом в «ПСЖ» сразу стал основным игроком клуба, заняв позицию правого флангового нападающего. 8 сентября забил свой первый мяч в новом клубе, это случилось в матче с «Метцем» (5:1). За стартовые девять поединков в Лиге 1 забил четыре гола и отдал четыре голевые передачи. Выступая в групповом этапе Лиги чемпионов, помог «ПСЖ» досрочно выйти из группы, попутно обыграв «Баварию» со счетом 3:0. Шестого декабря в 18 лет и 11 месяцев забил десятый гол в Лиге чемпионов в матче против «Баварии», что позволило ему стать самым молодым игроком, достигшим этой отметки.

#### Сезон 2018/19
В июле 2018 года сменил игровой номер с «29» на «7», освободившийся после ухода Лукаса Моуры в английский «Тоттенхэм». Мбаппе заявил: 
Я продолжаю пытаться прогрессировать на поле, и я думаю, что для меня настало подходящее время, чтобы сменить номер. Это что-то вроде утверждения. Номер «7» — легендарный, его использовали многие прекрасные игроки. Я надеюсь, что смогу доказать право использовать такой номер на поле.
В своём первом матче в сезоне оформил дубль за последние 10 минут игры, благодаря чему парижане одержали победу над «Генгамом» в чемпионате 3:1. В следующем матче Лиги 1 все три нападающих в составе парижского клуба отличились забитым мячом, и Мбаппе, и Эдинсон Кавани и Неймар, в результате чего со счётом 3:1 был обыгран «Анже». 1 сентября забил гол и отдал голевую передачу в матче против «Нима» (4:2), но затем впервые в своей карьере был удален, получив прямую красную карточку за стычку с Теджи Саванье, впрочем, Саванье тоже был удалён. 8 октября оформил «покер» за 13 минут в матче против «Лиона», став самым молодым игроком (19 лет и 9 месяцев), забивавшим четыре гола в одной игре в чемпионате Франции за последние 45 сезонов. 3 декабря стал первым обладателем трофея «Копа», присуждаемом журналом France Football лучшему игроку мира в возрасте до 21 года. 19 января 2019 года сделал хет-трик на пару с Эдинсоном Кавани в матче против «Генгама», окончившегося со счётом 9:0, что позволило побить рекорд «Пари Сен-Жермен», установленный в предыдущем сезоне.
Забив единственный мяч в 25-м туре, имел 19 мячей в 18 играх. Тем самым стал первым французским игроком за 45 лет с таким показателем. Закончил сезон на первом месте в гонке бомбардиров, забив 33 мяча и опережая ближайшего преследователя — Николя Пепе на 11 голов. 31 июля 2019 года попал в шорт-лист из десяти претендентов на получение награды The Best FIFA Men’s Player.

#### С 2019 года

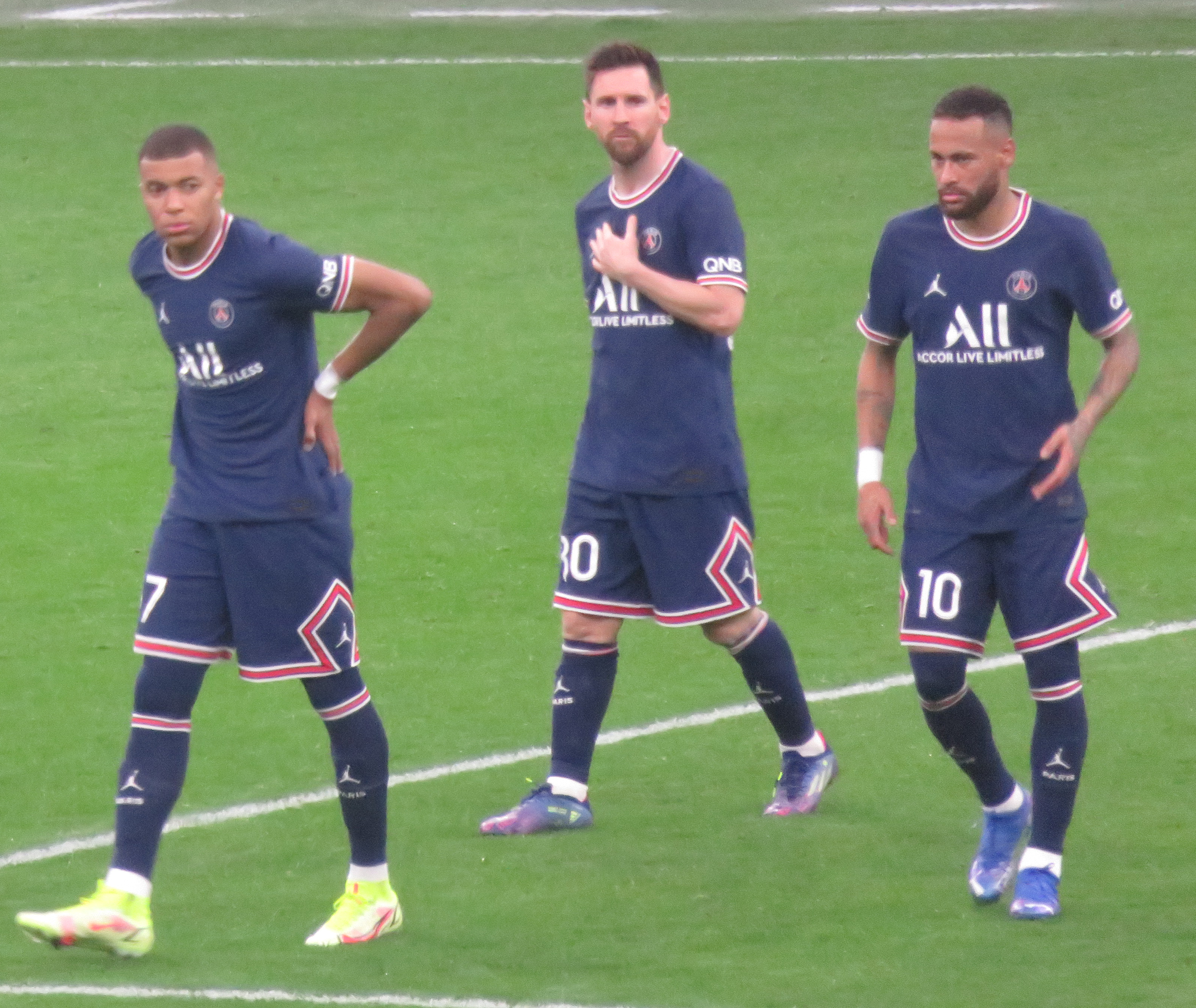
Слева направо: Мбаппе, Месси и Неймар в составе ПСЖ в октябре 2021 года

В 2019 году в матче третьего тура чемпионата Франции провёл свой 100-й матч в Лиге 1, на его счету 63 гола и 29 голевых передач.
16 февраля 2021 года сделал хет-трик в гостевом матче Лиги чемпионов против «Барселоны» (4:1). 7 апреля в гостях сделал дубль в ворота «Баварии» в четвертьфинале Лиги чемпионов (3:2). В 2021 году Forbes поместил футболиста на четвертую строчку рейтинга самых высокооплачиваемых игроков мира. Его доход 12 миллион евро в год.
3 января 2022 года за 17 минут второго тайма сделал хет-трик в ворота «Ванна» в Кубке Франции. 15 февраля 2022 года в матче Лиги чемпионов против «Реала» Килиан забил мяч на последних минутах, что привело к победе «ПСЖ». 9 марта в ответном матче Мбаппе открыл счёт в первом тайме, но во втором тайме форвард «Реала» Карим Бензема сделал хет-трик за 17 минут и вывел свой клуб в следующий раунд («Реал» затем победил в турнире). В марте 2022 года для того, чтобы удержать игрока от перехода в «Реал», «Пари Сен-Жермен» предложил ему контракт на 100 миллионов евро в год. Если бы француз согласился на новое предложение клуба, то стал бы самым высокооплачиваемым футболистом мира. 9 апреля сделал хет-трик в матче против «Клермона» (6:1). В этом же матче хет-трик сделал и Неймар. В мае 2022 года Мбаппе объявил, что остаётся в клубе и подписал новый контракт до 2025 года. 21 мая в последнем туре чемпионата Франции сделал хет-трик в ворота «Меца» (5:0). Всего в сезоне 2021/22 забил 28 мячей в 35 матчах чемпионата Франции. Мбаппе 4-й раз подряд стал лучшим бомбардиром чемпионата Франции. Также он сделал 17 голевых передач, Килиан стал первым футболистом, который в одном сезоне Лиги 1 стал не только лучшим бомбардиром, но и ассистентом.
21 августа 2022 года в третьем туре чемпионата Франции сделал хет-трик в ворота «Лилля» (7:1). Первый мяч Мбаппе забил через 8,3 сек после начала матча, это второй по скорости гол в истории чемпионата Франции (самый быстрый мяч был забит в 1992 году — 7,9 сек). 11 октября 2022 года в матче группового этапа Лиги чемпионов против «Бенфики» (1:1) реализовал пенальти и с 31 голом стал лучшим бомбардиром ПСЖ в турнире за всю историю, обойдя Эдинсона Кавани (30 мячей). 23 января 2023 года в матче 1/16 финала Кубка Франции с клубом «Пеи де Кассель» (7:0) забил 5 мячей. В первом тайме Мбаппе сделал хет-трик за 11 минут, а ещё два мяча забил во второй половине. Мбаппе стал первым игроком ПСЖ, забившим 5 мячей в официальном матче.
26 августа 2023 года сделал дубль в ворота «Ланса» (3:1), забив свои 150-й и 151-й голы за ПСЖ в Лиге 1. 17 декабря 2023 года в матче 16-го тура чемпионата Франции против «Лилля» (1:1) на 66-й минуте реализовал 11-метровый удар и со 180-ю голами вошёл в пятёрку лучших бомбардиров в истории Лиги 1, обойдя Карлоса Бьянки (179). 7 января 2024 года в матче 1/32 финала Кубка Франции против «Ревеля» (9:0) оформил хет-трик, в первом тайме Мбаппе оформил дубль, а ещё один мяч забил во второй половине матча. Мбаппе с 31-м голом стал лучшим бомбардиром ПСЖ в Кубке Франции, обогнав Франсуа М’Пеле (28).

### «Реал Мадрид»

#### Дебют и первые трофеи (2024—2025)
В июне 2024 года было объявлено о том, что игрок переходит в испанский «Реал Мадрид». 16 июля прошла масштабная презентация игрока на «Сантьяго Бернабеу». Мбаппе получил 9-й номер.
Впервые сыграл официальный матч за команду 15 августа в матче Суперкубка УЕФА против «Аталанты». Мбаппе имел шансы забить в первом тайме, однако отправить мяч в сетку смог только во второй половине игры. Матч закончился победой «Реала» со счётом 2:0.
Дебютировал в Примере 18 августа в матче 1 тура против «Мальорки», встреча закончилась со счётом 1:1. Вторым матчем футболиста в чемпионате Испании стала игра против «Вальядолида». Все 90 минут игры Мбаппе не сыграл — он был заменён на Эндрика на 86 минуте, через 10 минут после выхода на поле забившего третий мяч в ворота соперника. В своём третьем матче — в игре против «Лас-Пальмаса» (1:1) — Мбаппе также не выполнил голевых действий. Голевая засуха игрока была прервана в 4 туре Ла Лиги — Мбаппе оформил дубль в матче против «Бетиса» (2:0), один раз забив с игры и один раз — с пенальти. В следующем туре лиги «сливочные» обыграли «Реал Сосьедад» со счётом 0:2; оба гола были забиты с одиннадцатиметровой отметки, и один из мячей был отправлен в сетку Килианом Мбаппе.
Дебют Мбаппе в Лиге чемпионов как игрока «Реала» состоялся в первом туре общего этапа, проводимого впервые в истории. Футболист вышел в стартовом составе в домашней игре против «Штутгарта» (3:1) и отличился голом в самом начале второго тайма.
Это то, что он делает, я совсем не удивлён. Я даже не понял, что это его дебют, я просто думал, что это ещё одна игра, в которой он забьёт... Он всегда добивается успеха, и переход в такой клуб, как «Мадрид» — это большое давление, но он уже к этому привык, и ребята уже его любят... Он станет для нас важным игроком в этом сезоне и в дальнейшем.Джуд Беллингем после матча со «Штутгартом» об адаптации Мбаппе, 
21 сентября «Реал» разгромил «Эспаньол» со счётом 4:1. Мбаппе отдал первый голевой пас за команду, ассистировав на Винисиуса Жуниора, а также реализовал пенальти на 90-й минуте. 24 сентября забил гол в игре против «Алавеса» (3:2). На матч против «Атлетико» (1:1) допущен не был из-за повреждения бедра, полученного в игре с «Алавесом». В проигранной игре против французского «Лилля» в рамках Лиги чемпионов (1:0) не вышел в стартовом составе и оказался на поле лишь на 57 минуте (изначально планировалось вообще не заявлять Мбаппе на матч).
5 октября «Реал» победил «Вильярреал» со счётом 2:0, Килиан Мбаппе не совершил результативных действий. В следующем туре Примеры, в матче против «Сельты» забил сильным ударом в верхний угол ворот и помог своей команде одержать победу со счётом 1:2. 22 октября отдал голевой пас в выигранном матче Лиги чемпионов против дортмундской «Боруссии» (5:2). 26 октября состоялось первое для Мбаппе Эль-Класико, «Реал» был разгромлен «Барселоной» со счётом 0:4; на 31-й минуте Килиан забил впоследствии отменённый из-за офсайда гол. В матче против «Барселоны» Мбаппе попал в офсайд 8 раз, что стало антирекордом среди ведущих пяти европейских лиг.
5 ноября «Реал» проиграл «Милану» в матче общего этапа Лиги чемпионов, 27 ноября — «Ливерпулю». Мбаппе голевыми действиями не отличился. 9 ноября случился разгром «Осасуны» со счётом 4:0, однако Мбаппе вновь не забил. 24 ноября забил гол в конце первого тайма в игре против «Леганеса» (0:3). 1 декабря удвоил преимущество «Реала» в игре с «Хетафе» (2:0). 4 декабря «Реал» уступил «Атлетику Бильбао», Мбаппе забил гол на 14 минуте, однако он не был засчитан из-за офсайда, а также не реализовал одиннадцатиметровый на 68 минуте. В следующем матче против «Жироны» (0:3) французский нападающий забил третий мяч команды. 10 декабря в выездной игре Лиги чемпионов с «Аталантой» (2:3) открыл счёт на 10 минуте, однако уже на 36 минуте был заменён на Родриго из-за травмы левого бедра. Из-за повреждения был вынужден пропустить игру с «Райо Вальекано» в чемпионате (3:3). Вернулся в строй 18 декабря, сыграв с командой финал Межконтинентального кубка против мексиканской «Пачуки» (3:0), забив гол на 37 минуте в пустые ворота с паса Винисиуса и тем самым выиграв свой второй трофей в «Реале». 22 декабря в матче Ла Лиги против «Севильи» забил гол и отдал ассист на Браима Диаса, чем помог обыграть соперника со счётом 4:2. В следующих трёх матчах за команду — в игре чемпионата против «Валенсии», матче кубка Испании с «Депортиво Минера» и игре Суперкубка с «Мальоркой» — голевыми действиями не отметился. 12 января 2025 года открыл счёт на 5 минуте в финале Суперкубка Испании против «Барселоны», однако в ответ каталонская команда забила пять голов. Встреча закончилась со счётом 2:5. 16 января забил гол в домашнем матче кубка против «Сельты» (5:2). 19 января оформил дубль в матче против «Лас-Пальмаса» (4:1), один раз отличившись с пенальти, и стал одним из лучших игроков матча. 22 января забил в матче общего этапа Лиги чемпионов против «РБ Зальцбурга» (5:1).
Первый хет-трик за команду оформил 25 января в матче против «Реала Вальядолида» (0:3). Мбаппе открыл счёт на 30 минуте после комбинации с Джудом Беллингемом. Второй мяч был отправлен в сетку на 57 минуте. В компенсированное время в ворота «Вальядолида» был назначен пенальти, и Мбаппе реализовал его, тем самым забив третий гол за игру. Выездная игра против «Бреста» (0:3) оказалась для Мбаппе неудачной. 8 февраля Мбаппе сравнял счёт в игре с «Атлетико» (1:1), 11 февраля — в выездном стыковом матче Лиги чемпионов против «Манчестера Сити» (2:3), а 15 февраля забил первый мяч в матче с «Осасуной» (1:1).
19 февраля состоялся ответный матч 1/16 финала Лиги чемпионов, «Реал Мадрид» принимал «Манчестер Сити» на домашнем стадионе. Килиан Мбаппе открыл счёт уже на 4 минуте встречи, получив дальнюю передачу от Рауля Асенсио и перекинув вратаря Эдерсона. На 33 минуте Мбаппе удвоил преимущество команды после того, как Родриго оставил ему мяч в штрафной. На 61 минуте Мбаппе забил третий мяч дальним ударом в нижний угол, тем самым оформив свой второй хет-трик за «Реал Мадрид». Забитый Нико Гонсалесом в концовке мяч не спас «Сити» от вылета из Лиги чемпионов.
23 февраля отметился ассистом на Винисиуса Жуниора в матче против «Жироны» (2:0). В проигранном матче чемпионата против «Бетиса» и первой встрече 1/8 финала Лиги чемпионов против «Атлетико» Мбаппе не отличился. 9 марта забил первый мяч в игре против «Райо» и помог команде одержать победу со счётом 2:1. В Лиге чемпионов «Реал» сумел выйти в четвертьфинал, переиграв «Атлетико Мадрид» в серии пенальти; первый удар команды с точки был исполнен и реализован Мбаппе. 15 марта оформил дубль в первом тайме в ворота «Вильярреала», там самым достигнув отметки в 31 гол за «Мадрид» и превзойдя достижение Роналдо Назарио, забившего 30 мячей за свой первый сезон в «Реале». 11 мая оформил хет-трик в ворота «Барселоны», однако его команда проиграла со счётом 3:4. По итогам сезона, Мбаппе стал первым футболистом «Реала», кому удалось забить больше 30 мячей в дебютном сезоне испанской Ла Лиги. Забив 31 мяч в дебютном сезоне Ла Лиги, Мбаппе выиграл «Золотую бутсу».

## Карьера в сборной

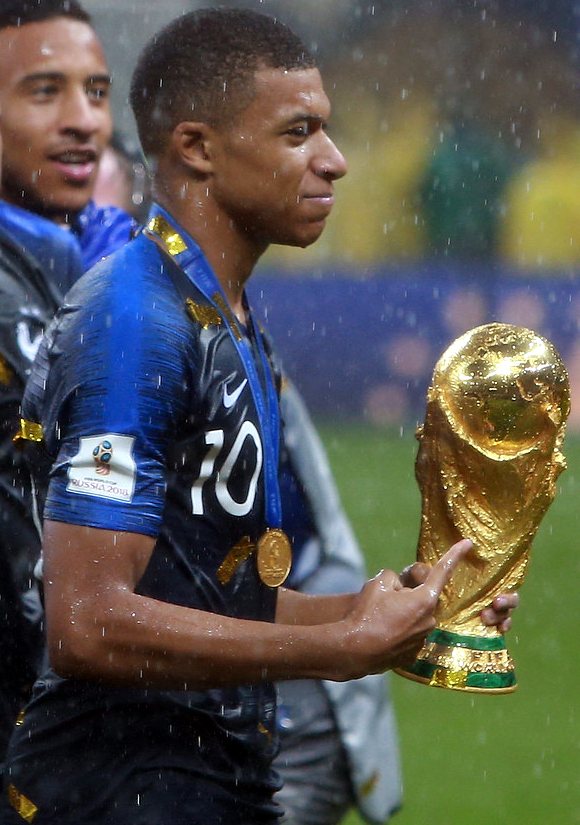
Мбаппе c Кубком мира

Впервые был вызван в сборную Франции до 17 лет в сентябре 2014 года на матчи со сборной Украины. Был заявлен на юношеский чемпионат Европы 2016 в качестве игрока сборной до 19 лет. Отличившись пять раз, стал вторым бомбардиром чемпионата после Жан-Кевина Огюстена, своего партнёра по команде, и выиграл свой первый международный титул.
Дебютировал в составе национальной сборной Франции 25 марта 2017 года в матче отборочного турнира к чемпионату мира 2018 против сборной Люксембурга. В возрасте 18 лет и 95 дней он стал самым молодым игроком в истории французской сборной после Марьяна Висньески. 31 августа 2017 года в рамках этого отборочного турнира сборная Франции разгромила Нидерланды со счётом 4:0. Выйдя на замену на 76-й минуте, в компенсированное время забил первый гол за сборную.
17 мая 2018 года был включён в состав французской сборной на чемпионат мира 2018. 21 июня забил свой первый гол на чемпионатах мира в матче против сборной Перу. Это сделало его самым молодым французским игроком, когда либо забивавшим на чемпионатах мира. 30 июня 2018 года в 1/8 финала против сборной Аргентины после сольного прохода Мбаппе, прерванного с нарушением правил в штрафной соперника, был назначен пенальти, реализованный Антуаном Гризманном, а на 64-й и 68-й минутах забил сам. В итоге его сборная победила со счётом 4:3. Мбаппе был признан лучшим игроком этого матча. В финальном матче Мбаппе забил один из голов в ворота сборной Хорватии и стал первым игроком младше 20 лет после Пеле, забивавшим в финале чемпионата мира. Его команда одержала победу со счётом 4:2 и стала чемпионом мира. Мбаппе, забивший на турнире 4 мяча, был признан лучшим молодым игроком турнира.
13 ноября 2021 года сделал покер в отборочном матче чемпионата мира 2022 года против Казахстана (8:0), первые три мяча забив уже к 33-й минуте. Мбаппе впервые в карьере забил более двух мячей в одной игре за сборную. Это был первый покер футболиста сборной Франции с июня 1958 года, когда Жюст Фонтен забил 4 мяча сборной ФРГ на чемпионате мира. После матча против Казахстана Франция обеспечила себе участие в финальной стадии турнира.

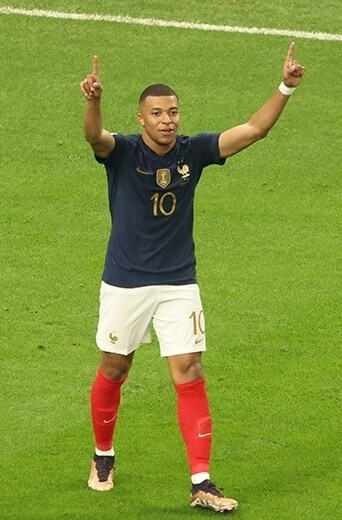
Мбаппе на чемпионате мира 2022 года в игре против Австралии

На чемпионате мира 2022 года в Катаре в первом матче забил мяч в ворота Австралии (4:1). Во второй игре турнира сделал дубль в ворота команды Дании (2:1). После этого матча Мбаппе вышел на седьмое место в списке бомбардиров сборной Франции, догнав Зинедина Зидана (по 31). 4 декабря в матче 1/8 финала забил два мяча французов в ворота сборной Польши (3:1) и довёл общее количество своих голов на чемпионатах мира до 9 в 11 матчах. В четвертьфинале против Англии Мбаппе отыграл полный матч и не сумел отличиться, но Франция выиграла 2:1 и вышла в полуфинал. В полуфинале против Марокко (2:0) Мбаппе отыграл полный матч и вновь не забил.
В финале чемпионата мира против сборной Аргентины оформил хет-трик (второй в истории финалов чемпионатов мира), однако в серии пенальти французы уступили (Мбаппе реализовал свой удар), в результате Мбаппе завоевал серебряную медаль. По итогам турнира Мбаппе, забивший восемь мячей (два из которых с пенальти), был удостоен индивидуальной награды «Золотая бутса» лучшему бомбардиру турнира. Мбаппе стал вторым с 1970 года футболистом, забившим более 7 мячей на чемпионате мира (в 2002 году также 8 голов было на счету Роналдо). Всего на счету Мбаппе стало 12 голов в 14 матчах чемпионатов мира, он вышел на шестое место в списке лучших бомбардиров, сравнявшись с Пеле (также 12 голов в 14 матчах).
24 марта 2023 года в отборочном матче Евро-2024 против Нидерландов (4:0) на «Стад де Франс» впервые вышел на поле в качестве капитана сборной Франции, сменив в этой роли завершившего карьеру в сборной вратаря Уго Льориса. В этом матче Мбаппе сделал дубль и отдал голевую передачу на Антуана Гризманна. Мбаппе вышел на пятое место в списке бомбардиров сборной — 38 голов в 67 матчах, опередив Карима Бензема (37).
13 октября 2023 года в матче против тех же Нидерландов (2:1), сделал дубль и обеспечил выход своей команды на Евро-2024. Также Мбаппе стал четвёртым лучшим бомбардиром сборной Франции обогнав Мишеля Платини (41 гол).
18 ноября 2023 года оформил хет-трик в ворота сборной Гибралтара (14:0) и тем самым Мбаппе вошёл в тройку лучших бомбардиров в истории сборной Франции.
В первом матче группового этапа Евро-2024 17 июня 2024 года против команды Австрии игрок сломал нос в столкновении с Кевином Дансо и пропустил следующую игру национальной команды на первенстве.

## Стиль игры и восприятие общественности

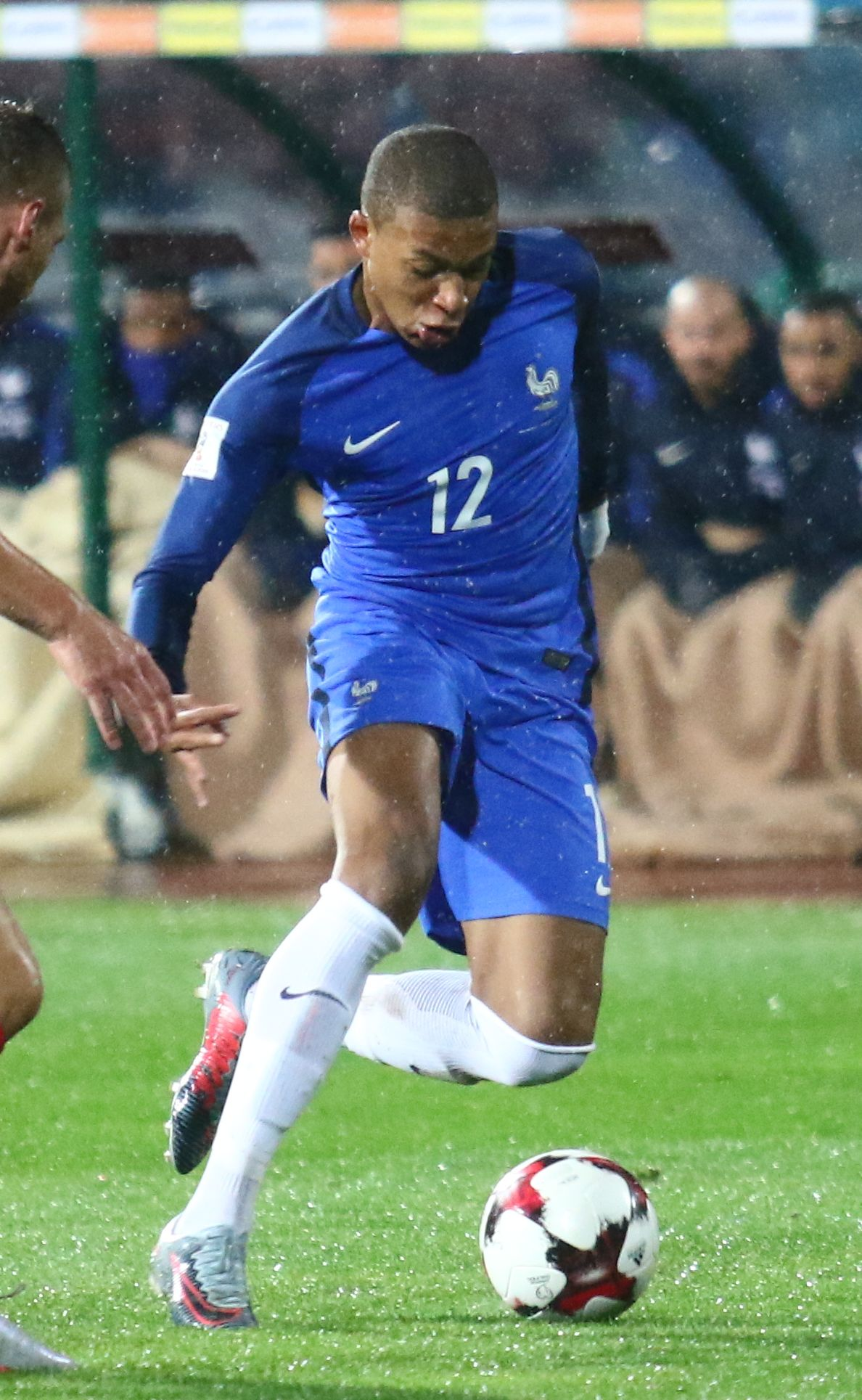
Динамику Мбаппе сравнивают с динамикой Тьерри Анри и Роналдо

Бывший главный тренер лондонского «Арсенала» Арсен Венгер в 2017 году назвал Мбаппе «огромным футбольным талантом, имеющим сходство с Тьерри Анри». Талант Мбаппе и уверенные выступления в раннем возрасте на чемпионате мира приводят к сравнению его с Пеле в средствах массовой информации. Мбаппе является универсальным нападающим, из-за чего часто используется как вингер как на левом, так и на правом фланге, благодаря своей способности играть обеими ногами. Он способен смещаться в центр с левого фланга и демонстрировать способности нападающего, ударяя по воротам опорной ногой, но помимо этого Мбаппе обладает навыками и способностями для создания голевых моментов своим партнёрам, из-за чего имеет в своём активе как множество голов, так и голевых передач. Однако на позицию вингера Мбаппе стал смещаться во время игры в «Пари Сен-Жермен» и сборной Франции, из-за наличия как минимум одного высококлассного исполнителя на позиции форварда, в «Монако» же Мбаппе выступал именно в центре нападения, показав своё хладнокровие и умение выступать в качестве завершителя атак. Известен умением качественно и умело использовать дриблинг, а также своей взрывной скоростью, ловкостью, и творческим подходом, что демонстрируется в его использовании сложных финтов, различных переступов через мяч, или внезапных изменений темпа или направления, чтобы переиграть соперника в ситуациях, когда они оказываются один на один.
Бывший игрок сборной Франции Николя Анелька поделился своим мнением относительно Мбаппе: «Он напоминает мне Роналдо на Олимпийских играх 1996 года. У него есть характеристики игрока мирового уровня, и он должен управлять ими должным образом. Если он следил за карьерой Роналдо, он станет одной из легенд, которые вошли в историю спорта». В 2018 году по версии аналитической компании CIES Football Observatory, Мбаппе был признан самым дорогим игроком в мире, его трансферная стоимость была оценена в 216,5 млн евро.
Празднование забитого мяча в исполнении Мбаппе — позирование со скрещенными руками поджатыми под мышками, продемонстрированное им в том числе и в финале чемпионата мира 2018 года, было вдохновлено его младшим братом Этаном, который праздновал таким образом, обыгрывая Килиана в FIFA.

## Вне футбола

### Реклама
Имеет рекламное соглашение с поставщиком спортивной одежды и снаряжения Nike. В 2017 году Nike произвёл индивидуальные бутсы для него Nike Hypervenom 3. В 2018 году он представил бутсы Nike Mercurial Superfly VI, вдохновленные бутсами R9 Mercurial, которые использовал бразильский нападающий Роналдо.

### Благотворительность
22 февраля 2018 года присоединился к бывшим футболистам — президенту Либерии Джорджу Веа и Дидье Дрогба — во время встречи с президентами Франции Эммануэлем Макроном и ФИФА Джанни Инфантино в Елисейском дворце, сосредоточенной на проекте развития спорта в Африке. Мбаппе заявил, что развитие африканского спорта важно для него из-за африканского происхождения его родителей.

## Статистика выступлений

### Клубная статистика
| Выступление      | Выступление      | Выступление      | Чемпионат | Чемпионат | Нац. кубок | Нац. кубок | Кубок лиги | Кубок лиги | Еврокубки | Еврокубки | Прочие | Прочие | Итого | Итого |
| Клуб             | Лига             | Сезон            | Игры      | Голы      | Игры       | Голы       | Игры       | Голы       | Игры      | Голы      | Игры   | Голы   | Игры  | Голы  |
| ---------------- | ---------------- | ---------------- | --------- | --------- | ---------- | ---------- | ---------- | ---------- | --------- | --------- | ------ | ------ | ----- | ----- |
| Монако           | Лига 1           | 2015/16          | 11        | 1         | 1          | 0          | 1          | 0          | 1         | 0         | —      | —      | 14    | 1     |
| Монако           | Лига 1           | 2016/17          | 29        | 15        | 3          | 2          | 3          | 3          | 9         | 6         | —      | —      | 44    | 26    |
| Монако           | Лига 1           | 2017/18          | 1         | 0         | 0          | 0          | 0          | 0          | 0         | 0         | 1      | 0      | 2     | 0     |
| Монако           | Итого            | Итого            | 41        | 16        | 4          | 2          | 4          | 3          | 10        | 6         | 1      | 0      | 60    | 27    |
| Пари Сен-Жермен  | Лига 1           | → 2017/18        | 27        | 13        | 5          | 4          | 4          | 0          | 8         | 4         | 0      | 0      | 44    | 21    |
| Пари Сен-Жермен  | Лига 1           | 2018/19          | 29        | 33        | 4          | 2          | 2          | 0          | 8         | 4         | 0      | 0      | 43    | 39    |
| Пари Сен-Жермен  | Лига 1           | 2019/20          | 20        | 18        | 3          | 4          | 3          | 2          | 10        | 5         | 1      | 1      | 37    | 30    |
| Пари Сен-Жермен  | Лига 1           | 2020/21          | 31        | 27        | 5          | 7          | —          | —          | 10        | 8         | 1      | 0      | 47    | 42    |
| Пари Сен-Жермен  | Лига 1           | 2021/22          | 35        | 28        | 3          | 5          | —          | —          | 8         | 6         | 0      | 0      | 46    | 39    |
| Пари Сен-Жермен  | Лига 1           | 2022/23          | 34        | 29        | 1          | 5          | —          | —          | 8         | 7         | 0      | 0      | 43    | 41    |
| Пари Сен-Жермен  | Лига 1           | 2023/24          | 29        | 27        | 6          | 8          | —          | —          | 12        | 8         | 1      | 1      | 48    | 44    |
| Пари Сен-Жермен  | Итого            | Итого            | 205       | 175       | 27         | 35         | 9          | 2          | 64        | 42        | 3      | 2      | 308   | 256   |
| Реал Мадрид      | Ла Лига          | 2024/25          | 34        | 31        | 4          | 2          | —          | —          | 15        | 8         | 3      | 2      | 56    | 43    |
| Реал Мадрид      | Ла Лига          | 2025/26          | 1         | 1         | 0          | 0          | —          | —          | 0         | 0         | 0      | 0      | 1     | 1     |
| Реал Мадрид      | Итого            | Итого            | 35        | 32        | 4          | 2          | —          | —          | 15        | 8         | 3      | 2      | 57    | 44    |
| Всего за карьеру | Всего за карьеру | Всего за карьеру | 281       | 223       | 35         | 39         | 13         | 5          | 89        | 56        | 7      | 4      | 425   | 327   |

1. ↑  Остальные официальные матчи

### Статистика в сборной
| Сборная | Год   | Игры | Голы | В ср. |
| ------- | ----- | ---- | ---- | ----- |
| Франция | 2017  | 10   | 1    | 0.1   |
| Франция | 2018  | 18   | 9    | 0.5   |
| Франция | 2019  | 6    | 3    | 0.5   |
| Франция | 2020  | 5    | 3    | 0.6   |
| Франция | 2021  | 14   | 8    | 0.57  |
| Франция | 2022  | 13   | 12   | 0.92  |
| Франция | 2023  | 9    | 10   | 1,1   |
| Франция | 2024  | 11   | 2    | 0,18  |
| Франция | 2025  | 4    | 2    | 0,5   |
| Итого   | Итого | 90   | 50   | 0.55  |

### Список матчей за сборную
| Матчи и голы Мбаппе за сборную Франции | Матчи и голы Мбаппе за сборную Франции | Матчи и голы Мбаппе за сборную Франции | Матчи и голы Мбаппе за сборную Франции | Матчи и голы Мбаппе за сборную Франции | Матчи и голы Мбаппе за сборную Франции       |
| №                                      | Дата                                   | Соперник                               | Счёт                                   | Голы                                   | Соревнование                                 |
| -------------------------------------- | -------------------------------------- | -------------------------------------- | -------------------------------------- | -------------------------------------- | -------------------------------------------- |
| 1                                      | 25 марта 2017                          | Люксембург                             | 3:1                                    | —                                      | Отборочные матчи ЧМ-2018                     |
| 2                                      | 28 марта 2017                          | Испания                                | 0:2                                    | —                                      | Товарищеский матч                            |
| 3                                      | 9 июня 2017                            | Швеция                                 | 1:2                                    | —                                      | Отборочные матчи ЧМ-2018                     |
| 4                                      | 13 июня 2017                           | Англия                                 | 3:2                                    | —                                      | Товарищеский матч                            |
| 5                                      | 31 августа 2017                        | Нидерланды                             | 4:0                                    | 1                                      | Отборочные матчи ЧМ-2018                     |
| 6                                      | 3 сентября 2017                        | Люксембург                             | 0:0                                    | —                                      | Отборочные матчи ЧМ-2018                     |
| 7                                      | 7 октября 2017                         | Болгария                               | 1:0                                    | —                                      | Отборочные матчи ЧМ-2018                     |
| 8                                      | 10 октября 2017                        | Беларусь                               | 2:1                                    | —                                      | Отборочные матчи ЧМ-2018                     |
| 9                                      | 10 ноября 2017                         | Уэльс                                  | 2:0                                    | —                                      | Товарищеский матч                            |
| 10                                     | 14 ноября 2017                         | Германия                               | 2:2                                    | —                                      | Товарищеский матч                            |
| 11                                     | 23 марта 2018                          | Колумбия                               | 2:3                                    | —                                      | Товарищеский матч                            |
| 12                                     | 27 марта 2018                          | Россия                                 | 3:1                                    | 2                                      | Товарищеский матч                            |
| 13                                     | 28 мая 2018                            | Ирландия                               | 2:0                                    | —                                      | Товарищеский матч                            |
| 14                                     | 1 июня 2018                            | Италия                                 | 3:1                                    | —                                      | Товарищеский матч                            |
| 15                                     | 9 июня 2018                            | США                                    | 1:1                                    | 1                                      | Товарищеский матч                            |
| 16                                     | 16 июня 2018                           | Австралия                              | 2:1                                    | —                                      | ЧМ-2018. Групповой этап                      |
| 17                                     | 21 июня 2018                           | Перу                                   | 1:0                                    | 1                                      | ЧМ-2018. Групповой этап                      |
| 18                                     | 26 июня 2018                           | Дания                                  | 0:0                                    | —                                      | ЧМ-2018. Групповой этап                      |
| 19                                     | 30 июня 2018                           | Аргентина                              | 4:3                                    | 2                                      | ЧМ-2018. 1/8 финала                          |
| 20                                     | 6 июля 2018                            | Уругвай                                | 2:0                                    | —                                      | ЧМ-2018. 1/4 финала                          |
| 21                                     | 10 июля 2018                           | Бельгия                                | 1:0                                    | —                                      | ЧМ-2018. 1/2 финала                          |
| 22                                     | 15 июля 2018                           | Хорватия                               | 4:2                                    | 1                                      | ЧМ-2018. Финал                               |
| 23                                     | 6 сентября 2018                        | Германия                               | 0:0                                    | —                                      | Лига наций УЕФА 2018/2019. Лига А            |
| 24                                     | 9 сентября 2018                        | Нидерланды                             | 2:1                                    | 1                                      | Лига наций УЕФА 2018/2019. Лига А            |
| 25                                     | 11 октября 2018                        | Исландия                               | 2:2                                    | 1                                      | Товарищеский матч                            |
| 26                                     | 16 октября 2018                        | Германия                               | 2:1                                    | —                                      | Лига наций УЕФА 2018/2019. Лига А            |
| 27                                     | 16 ноября 2018                         | Нидерланды                             | 0:2                                    | —                                      | Лига наций УЕФА 2018/2019. Лига А            |
| 28                                     | 20 ноября 2018                         | Уругвай                                | 1:0                                    | —                                      | Товарищеский матч                            |
| 29                                     | 22 марта 2019                          | Молдова                                | 4:1                                    | 1                                      | Отборочные матчи ЧЕ-2020                     |
| 30                                     | 25 марта 2019                          | Исландия                               | 4:0                                    | 1                                      | Отборочные матчи ЧЕ-2020                     |
| 31                                     | 2 июня 2019                            | Боливия                                | 2:0                                    | —                                      | Товарищеский матч                            |
| 32                                     | 8 июня 2019                            | Турция                                 | 0:2                                    | —                                      | Отборочные матчи ЧЕ-2020                     |
| 33                                     | 11 июня 2019                           | Андорра                                | 4:0                                    | 1                                      | Отборочные матчи ЧЕ-2020                     |
| 34                                     | 14 ноября 2019                         | Молдова                                | 2:1                                    | —                                      | Отборочные матчи ЧЕ-2020                     |
| 35                                     | 5 сентября 2020                        | Швеция                                 | 1:0                                    | 1                                      | Лига наций УЕФА 2020/2021. Лига А            |
| 36                                     | 7 октября 2020                         | Украина                                | 7:1                                    | 1                                      | Товарищеский матч                            |
| 37                                     | 11 октября 2020                        | Португалия                             | 0:0                                    | —                                      | Лига наций УЕФА 2020/2021. Лига А            |
| 38                                     | 14 октября 2020                        | Хорватия                               | 2:1                                    | 1                                      | Лига наций УЕФА 2020/2021. Лига А            |
| 39                                     | 17 ноября 2020                         | Швеция                                 | 4:2                                    | —                                      | Лига наций УЕФА 2020/2021. Лига А            |
| 40                                     | 24 марта 2021                          | Украина                                | 1:1                                    | —                                      | Отборочные матчи ЧМ-2022                     |
| 41                                     | 28 марта 2021                          | Казахстан                              | 2:0                                    | —                                      | Отборочные матчи ЧМ-2022                     |
| 42                                     | 31 марта 2021                          | Босния и Герцеговина                   | 1:0                                    | —                                      | Отборочные матчи ЧМ-2022                     |
| 43                                     | 2 июня 2021                            | Уэльс                                  | 3:0                                    | 1                                      | Товарищеский матч                            |
| 44                                     | 8 июня 2021                            | Болгария                               | 3:0                                    | —                                      | Товарищеский матч                            |
| 45                                     | 15 июня 2021                           | Германия                               | 1:0                                    | —                                      | ЧЕ-2020. Групповой этап                      |
| 46                                     | 19 июня 2021                           | Венгрия                                | 1:1                                    | —                                      | ЧЕ-2020. Групповой этап                      |
| 47                                     | 23 июня 2021                           | Португалия                             | 2:2                                    | —                                      | ЧЕ-2020. Групповой этап                      |
| 48                                     | 28 июня 2021                           | Швейцария                              | 3:3 (4:5 пен.)                         | —                                      | ЧЕ-2020. 1/8 финала                          |
| 49                                     | 1 сентября 2021                        | Босния и Герцеговина                   | 1:1                                    | —                                      | Отборочные матчи ЧМ-2022                     |
| 50                                     | 7 октября 2021                         | Бельгия                                | 3:2                                    | 1                                      | Лига наций УЕФА 2020/2021. 1/2 финала        |
| 51                                     | 10 октября 2021                        | Испания                                | 2:1                                    | 1                                      | Лига наций УЕФА 2020/2021. Финал             |
| 52                                     | 13 ноября 2021                         | Казахстан                              | 8:0                                    | 4                                      | Отборочные матчи ЧМ-2022                     |
| 53                                     | 16 ноября 2021                         | Финляндия                              | 2:0                                    | 1                                      | Отборочные матчи ЧМ-2022                     |
| 54                                     | 29 марта 2022                          | ЮАР                                    | 5:0                                    | 2                                      | Товарищеский матч                            |
| 55                                     | 3 июня 2022                            | Дания                                  | 1:2                                    | —                                      | Лига наций УЕФА 2022/2023. Лига А            |
| 56                                     | 10 июня 2022                           | Австрия                                | 1:1                                    | 1                                      | Лига наций УЕФА 2022/2023. Лига A            |
| 57                                     | 13 июня 2022                           | Хорватия                               | 0:1                                    | —                                      | Лига наций УЕФА 2022/2023. Лига A            |
| 58                                     | 22 сентября 2022                       | Австрия                                | 2:0                                    | 1                                      | Лига наций УЕФА 2022/2023. Лига A            |
| 59                                     | 25 сентября 2022                       | Дания                                  | 0:2                                    | —                                      | Лига наций УЕФА 2022/2023. Лига A            |
| 60                                     | 22 ноября 2022                         | Австралия                              | 4:1                                    | 1                                      | ЧМ-2022. Групповой этап                      |
| 61                                     | 26 ноября 2022                         | Дания                                  | 2:1                                    | 2                                      | ЧМ-2022. Групповой этап                      |
| 62                                     | 30 ноября 2022                         | Тунис                                  | 0:1                                    | —                                      | ЧМ-2022. Групповой этап                      |
| 63                                     | 4 декабря 2022                         | Польша                                 | 3:1                                    | 2                                      | ЧМ-2022. 1/8 финала                          |
| 64                                     | 10 декабря 2022                        | Англия                                 | 2:1                                    | —                                      | ЧМ-2022. 1/4 финала                          |
| 65                                     | 14 декабря 2022                        | Марокко                                | 2:0                                    | —                                      | ЧМ-2022. 1/2 финала                          |
| 66                                     | 18 декабря 2022                        | Аргентина                              | 3:3 (2:4 пен.)                         | 3                                      | ЧМ-2022. Финал                               |
| 67                                     | 24 марта 2023                          | Нидерланды                             | 4:0                                    | 2                                      | Отборочные матчи ЧЕ-2024                     |
| 68                                     | 27 марта 2023                          | Ирландия                               | 1:0                                    | —                                      | Отборочные матчи ЧЕ-2024                     |
| 69                                     | 16 июня 2023                           | Гибралтар                              | 3:0                                    | 1                                      | Отборочные матчи ЧЕ-2024                     |
| 70                                     | 19 июня 2023                           | Греция                                 | 1:0                                    | 1                                      | Отборочные матчи ЧЕ-2024                     |
| 71                                     | 7 сентября 2023                        | Ирландия                               | 2:0                                    | —                                      | Отборочные матчи ЧЕ-2024                     |
| 72                                     | 13 октября 2023                        | Нидерланды                             | 2:1                                    | 2                                      | Отборочные матчи ЧЕ-2024                     |
| 73                                     | 17 октября 2023                        | Шотландия                              | 4:1                                    | 1                                      | Товарищеский матч                            |
| 74                                     | 18 ноября 2023                         | Гибралтар                              | 14:0                                   | 3                                      | Отборочные матчи ЧЕ-2024                     |
| 75                                     | 21 ноября 2023                         | Греция                                 | 2:2                                    | —                                      | Отборочные матчи ЧЕ-2024                     |
| 76                                     | 23 марта 2024                          | Германия                               | 0:2                                    | —                                      | Товарищеский матч                            |
| 77                                     | 26 марта 2024                          | Чили                                   | 3:2                                    | —                                      | Товарищеский матч                            |
| 78                                     | 6 июня 2024                            | Люксембург                             | 3:0                                    | 1                                      | Товарищеский матч                            |
| 79                                     | 9 июня 2024                            | Канада                                 | 0:0                                    | —                                      | Товарищеский матч                            |
| 80                                     | 17 июня 2024                           | Австрия                                | 1:0                                    | —                                      | ЧЕ-2024. Групповой этап                      |
| 81                                     | 25 июня 2024                           | Польша                                 | 1:1                                    | 1                                      | ЧЕ-2024. Групповой этап                      |
| 82                                     | 1 июля 2024                            | Бельгия                                | 1:0                                    | —                                      | ЧЕ-2024. 1/8 финала                          |
| 83                                     | 5 июля 2024                            | Португалия                             | 0:0 (5:3 пен.)                         | —                                      | ЧЕ-2024. 1/4 финала                          |
| 84                                     | 9 июля 2024                            | Испания                                | 1:2                                    | —                                      | ЧЕ-2024. 1/2 финала                          |
| 85                                     | 6 сентября 2024                        | Италия                                 | 1:3                                    | —                                      | Лига наций УЕФА 2024/2025. Лига А            |
| 86                                     | 9 сентября 2024                        | Бельгия                                | 2:0                                    | —                                      | Лига наций УЕФА 2024/2025. Лига А            |
| 87                                     | 20 марта 2025                          | Хорватия                               | 0:2                                    | —                                      | Лига наций УЕФА 2024/2025. 1/4 финала        |
| 88                                     | 23 марта 2025                          | Хорватия                               | 2:0 (5:4 пен.)                         | —                                      | Лига наций УЕФА 2024/2025. 1/4 финала        |
| 89                                     | 5 июня 2025                            | Испания                                | 4:5                                    | 1                                      | Лига наций УЕФА 2024/2025. 1/2 финала        |
| 90                                     | 8 июня 2025                            | Германия                               | 2:0                                    | 1                                      | Лига наций УЕФА 2024/2025. Матч за 3-е место |

Итого: 90 матчей / 50 голов; 59 побед, 15 ничьих, 16 поражений.

## Достижения

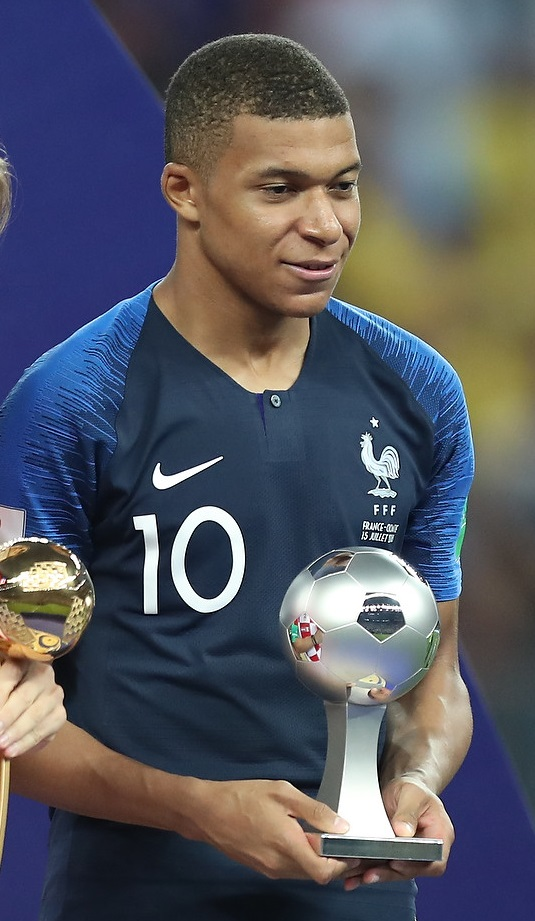
Килиан Мбаппе с наградой лучшему молодому игроку чемпионата мира 2018 года

### Командные
«Монако»
- Чемпион Франции: 2016/17[167]
- Итого: 1 трофей

«Пари Сен-Жермен»
- Чемпион Франции (6): 2017/18, 2018/19, 2019/20, 2021/22, 2022/23, 2023/24
- Обладатель Кубка французской лиги (2): 2017/18, 2019/20[168]
- Обладатель Кубка Франции (4): 2017/18[169], 2019/20, 2020/21, 2023/24[170]
- Обладатель Суперкубка Франции (3): 2019, 2020, 2023
- Итого: 15 трофеев

«Реал Мадрид»
- Обладатель Суперкубка УЕФА: 2024
- Обладатель Межконтинентального кубка: 2024
- Итого: 2 трофея

Сборная Франции (до 19 лет)
- Чемпион Европы (U-19): 2016

Сборная Франции
- Чемпион мира: 2018[171]
- Вице-чемпион мира: 2022
- Победитель Лиги наций УЕФА: 2020/21
- Бронзовый призёр Лиги наций УЕФА: 2024/25
- Итого: 2 трофея

### Личные
- Обладатель «Золотой бутсы»: 2024/25[172]
- Лучший бомбардир в истории «Пари Сен-Жермен»: 256 голов
- Лучший бомбардир чемпионата мира: 2022 (8 голов)[173]
- Лучший бомбардир Лиги чемпионов УЕФА: 2023/24 (8 голов)[174]
- Обладатель «Серебряного мяча» чемпионата мира: 2022[175]
- Игрок года по версии Globe Soccer Awards (2): 2021[176], 2024[177]
- Молодой игрок сезона французской Лиги 1 (3): 2016/17[178], 2017/18[179], 2018/19[180]
- Игрок сезона французской Лиги 1 (5): 2018/19[181], 2020/21[182], 2021/22[183], 2022/23[184], 2023/24[185]
- Лучший молодой игрок чемпионата мира: 2018[186]
- Лучший бомбардир чемпионата Франции (6): 2018/19 (33 гола), 2019/20 (18 голов), 2020/21 (27 голов), 2021/22 (28 голов), 2022/23 (29 голов), 2023/24 (27 голов)
- Обладатель награды «Golden Boy»: 2017[187]
- Игрок месяца в французской Лиге 1 (11): апрель 2017[188], март 2018[189], август 2018[190], февраль 2019[191], февраль 2021[192], август 2021[193], февраль 2022[194], ноябрь/декабрь 2022[195], февраль 2023[196], октябрь 2023[197], ноябрь 2023[198]
- Входит в состав символической сборной французской Лиги 1 (7): 2016/17[199], 2017/18[200], 2018/19[181] , 2020/21[201], 2021/22[202], 2022/23[203], 2023/24[204]
- Входит в состав символической сборной Лиги чемпионов УЕФА (4): 2016/17[205], 2019/20[206], 2020/21[207], 2021/22[208]
- Входит в состав символической сборной Чемпионата мира: 2018[209]
- Входит в состав «команды года» по версии УЕФА: 2018[210]
- Обладатель трофея «Копа»: 2018[211]
- Футболист года во Франции (2): 2018[212], 2019[213]
- Игрок месяца Ла Лиги: январь 2025[214]
- Входит в состав символической сборной Ла Лиги: 2024/25[215]

### Награды
- Кавалер ордена Почётного легиона: 2018[216]